# Othmar Kallina
Othmar Kallina (* 10. September 1889 in Auspitz, Österreich-Ungarn; † 12. Mai 1945 in Karlsbad) war ein sudetendeutscher Politiker, Autor und Herausgeber.

## Leben
Kallina studierte an der Deutschen Technischen Hochschule Brünn, dabei schloss er sich den Burschenschaften Arminia Brünn und Constantia Prag an, welche beide in der Münchener Burschenschaft Sudetia aufgegangen sind. Er war Vorsitzender der Brünner Deutschen Studentenschaft.
Danach hatte der Zivilingenieur 1914 eine Anstellung als Baukommissar und Leiter des Stadtbauamtes Klagenfurt. In den Jahren 1914 und 1915 wirkte Kallina als Dozent und Assistent am Lehrstuhl für Wasserbau und Melioration der Deutschen Technischen Hochschule Brünn. 1916 wurde Kallina Direktor der Karlsbader Wasserwerke.
Er gehörte am 21. September 1919 zu den Gründern der Deutschen Nationalpartei. Von 1920 bis 1935 war er Abgeordneter des tschechoslowakischen Parlaments, bis 1933 für die Deutsche Nationalpartei (DNP) und gründete nach deren Selbstauflösung mit vier weiteren Abgeordneten die Fraktion Klub der Deutschvölkischen Abgeordneten.
Kallina lebte im Haus Augarten in Karlsbad. Er war Herausgeber des Sudetendeutscher Volksdienst – Völkische Wochenkorrespondenz.
Am 8. Januar 1939 beantragte er die Aufnahme in die NSDAP und wurde rückwirkend zum 1. November 1938 aufgenommen (Mitgliedsnummer 6.467.551). 1940 wurde er Leiter der Prager Außenstelle des Rüstungsministeriums. Er gehörte 1941 der Gauleitung Sudetenland der NSDAP an und war Gauobmann der Gauwaltung des NS-Bundes Deutscher Technik. Seinen Dienstsitz hatte er in Karlsbad, Adolf-Hitler-Straße 54/1. Unmittelbar nach dem Ende des Zweiten Weltkrieges beendete er sein Leben durch Suizid.